# Irene de Noiret

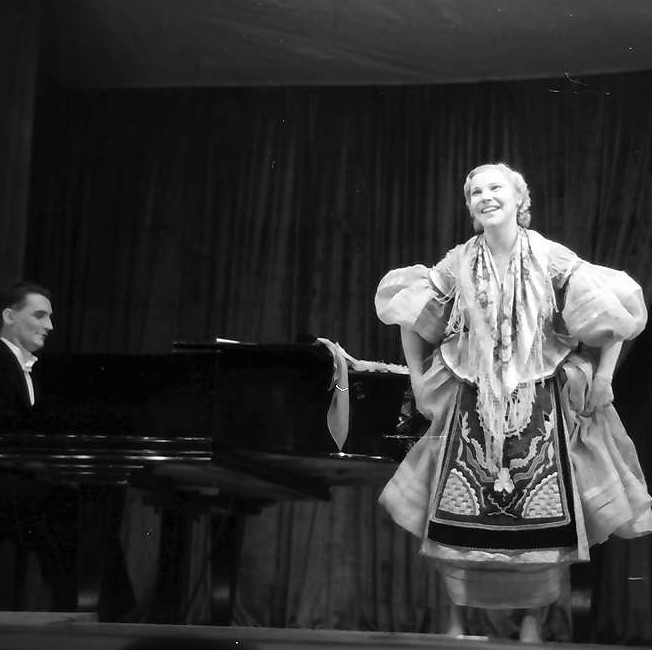
Irene de Noiret auf Carows Lachbühne 1938

Irene de Noiret (* 5. Januar 1896 in Budapest, Königreich Ungarn; † 26. Juli 1984 in München) war eine ungarisch-deutsche Kabarettistin und Chansonsängerin. Ihr dokumentarischer Gesamtnachlass befindet sich im Deutschen Kabarettarchiv.

## Leben
Irene de Noiret wurde als Tochter eines Chirurgen geboren und entstammt einer nach Ungarn ausgewanderten französischen Adelsfamilie.  Im Anschluss an ein Studium in Budapest und Brüssel gab sie ihr Debüt als Opernsängerin in der Titelrolle von Giacomo Puccinis Tosca an der Oper in Budapest. Danach folgten viele Auftritte bei Max Reinhardt an verschiedenen Bühnen. Später wandte sie sich dann überwiegend dem Chanson zu. So trat sie 1938 auf Carows Lachbühne in Berlin auf.
Ab 1947 sind Engagements als Sängerin (Chansons und Volkslieder) in Berlin, Hamburg und Hannover zu verzeichnen. In der Nachkriegszeit (1945/1946) war sie vorübergehend auch Intendantin des Oldenburgischen Staatstheaters.

## Diskografie
- In: Discographie der deutschen Kleinkunst. ISBN 978-3-9802656-6-9, Volume 4[4]